# Bataille de Diamond Hill
Seconde guerre des Boers
Batailles
Raid Jameson (décembre 1895 - janvier 1896)
- Doornkop

Front ouest (octobre 1899 - juin 1900)
- Kraaipan
- Belmont
- Graspan
- Modder River
- Stormberg
- Magersfontein
- Kimberley
- Paardeberg
- Poplar Grove
- Driefontein
- Sand River
- Mafeking
- Doornkop
- Biddulphsberg
- Lindley
- Diamond Hill

Front est (octobre 1899 - août 1900)
- Talana Hill
- Elandslaagte
- Rietfontein
- Bataille de Ladysmith
- Colenso
- Spion Kop
- Vaal Krantz
- Siège de Ladysmith
- Libération de Ladysmith
- Bergendal

Raids et guérillas (mars 1900 - mai 1902)
- Sanna's Post
- Mostertshoek
- Jammerbergdrift
- Roodewal
- Bothaville
- Leliefontein
- Nooitgedacht
- Vlakfontein
- Groenkloof
- Elands River
- Bloedrivier Poort
- Bakenlaagte
- Groenkop
- Tweebosch
- Rooiwal

La bataille de Diamond Hill (afrikaans : Slag van Donkerhoek) est une bataille qui se déroula au cours de la seconde guerre des Boers du 11 au 12 juin 1900 peu après la prise de Pretoria, le 5 juin.

## Déroulement
6 000 Boers furent défaits par 14 000 Britanniques. Ce fut la dernière bataille de la guerre à laquelle participa Winston Churchill, et où il eut une part décisive en menant l'attaque qui permit la prise de la colline.
Malgré la victoire tactique, Lord Roberts put se rendre compte à l'occasion de cette bataille que la guerre ne se terminerait pas avec la prise des deux capitales boers quelques semaines plus tôt, et que laisser partir Fritz Krause et ses troupes en échange des mines d'or intactes de Johannesburg le 31 mai 1900 n'était peut-être pas la décision qui aurait dû être prise.
La guerre durera encore près de deux années, faite de guérillas, escarmouches et raids, plutôt que de batailles rangées et de sièges.

## Source
- (en) Sir Arthur Conan Doyle, A History of The Great War (Chapter 26 - Diamond Hill : Rundle's Operations), George H. Doran company, 1917 (lire en ligne) -
- (en) Rayne Kruger, Goodbye Dolly Grey : Story of the Boer War, New English Library, 1964, 539 p. (ISBN 978-0-7126-6285-7)
- (en) Pakenham, The Boer War, London, Cardinal, 1991 (1re éd. 1979), 659 p. (ISBN 978-0-747-40976-2)